# Жінка в суспільстві мая

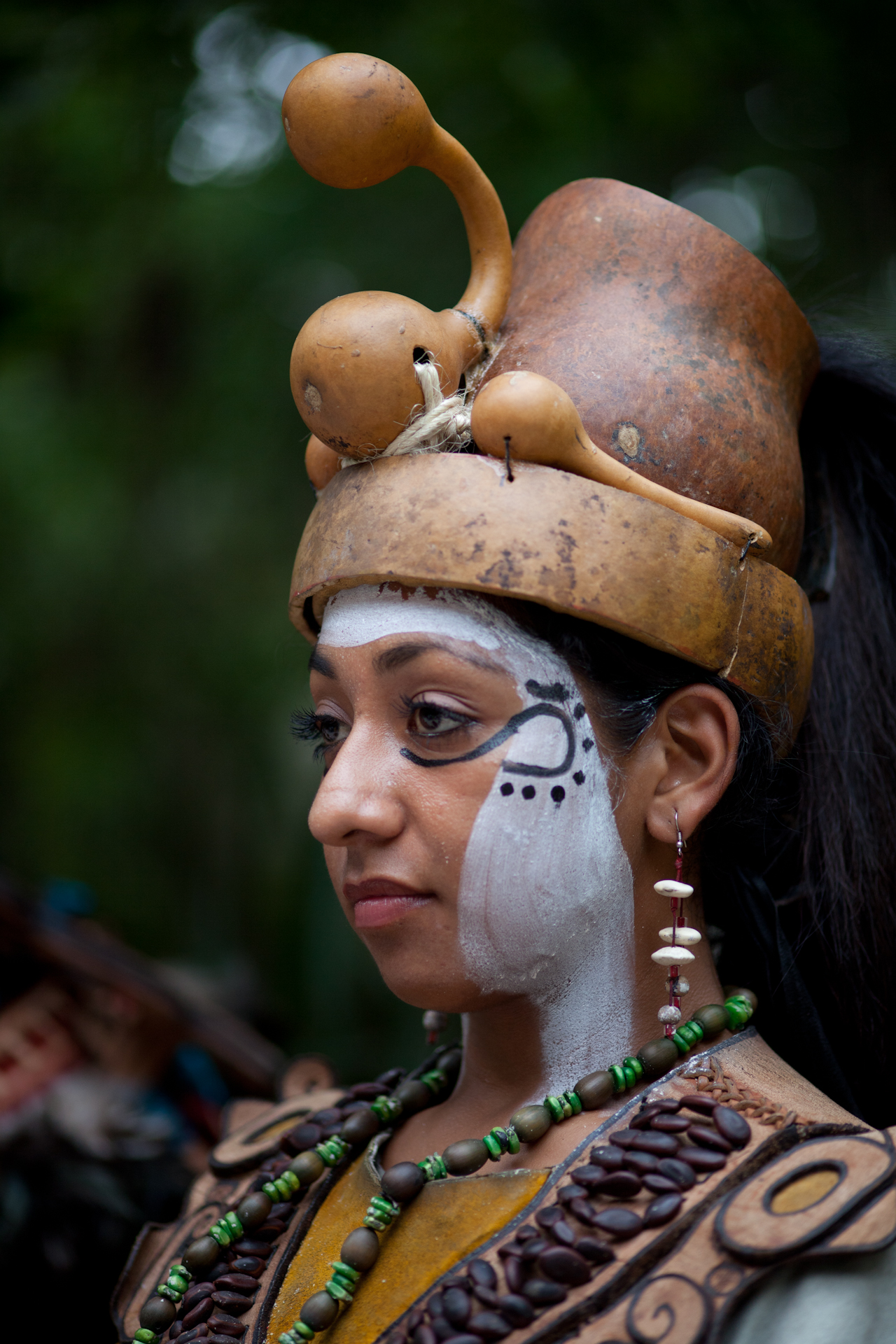
Жінка мая (реконструкція)

Жінка в суспільстві мая — політична, ритуальна, суспільна, господарська роль жінок в часи існування цивілізації мая. Основні знання відомі про діяльність жінок в класичний період, менше в післякласичний, практично невідомо про стан жінок у докласичний період.

## Політичне значення
Приховано або публічно жінки при царському дворі виконували безліч функцій, без яких існування двору і самого інституту монархії було б неможливим. Передусім це дружини і матері ахавів — жінки забезпечували збереження династії.
Найчастіше саме зв'язки за жіночою лінією для володаря були єдиним легітимним варіантом обґрунтування його домагань на престол. Крім подібної пасивної ролі, жінка могла досить активно впливати на долю династії й держави, беручи правління в свої руки шляхом регентства при малолітньому правителі або посідаючи престол самостійно.
За певних обставин маянським ахавам доводилося підкреслювати свої зв'язки з матір'ю з метою легітимації прав на престол. Один з найбільш відомих прикладів є в текстах Паленке, пов'язаних з початком правління царя Пакаля I. Прийшовши до влади після династичної кризи, завдяки причетності до панівної династії завдяки родинним зв'язкам по лінії матері — цариці Іш-Сак-К'ук'. На Овальній палетці, монументі Пакаль зображений приймаючим інсигнії влади з рук своєї матері.
Політична роль жінки, таким чином, полягала в збереженні династичних зв'язків, а також встановлення нових через укладання міждинастичних шлюбів. Прикладом цього також є Іш-Вак-Чан-Ахав-Він, що походила з Дос-Піласа, ставши фактичною правителькою Саальського царства.
Перебування жінки на престолі для мая було випадком екстраординарним і виходило за рамки традиції спадковості ягуарового трону. Про це свідчить історія Мутульського, Баакульського царств.

## Участь в ритуалах
Часто жінки згадуються в контексті участі в різних ритуалах. На пам'ятниках вони найчастіше зображені в церемоніальному вбранні під час того чи іншого ритуалу, зазвичай супроводжують свого чоловіка. Часте зображення царя і цариці під час спільного проведення ритуалу на пам'ятниках Яшчілан, Калакмуля, П'єдрас-Неграс та інших археологічних зон, на думку вчених, свідчить про практично рівну залученість жінок у ритуальну активність нарівні з чоловіками.
Водночас існує достатня кількість ритуалів, відображених у монументальному мистецтві, де жінка виступає головною або єдиною дійовою особою. Особливо це стосується монументів західних низовин (одвірок Будинку 23 з Яшчілані, Іш-К'абаль-Шок).
Деякі дослідники підкреслюють важливість участі жінки в ритуалах кровопускання через їхній зв'язок з місячним календарем. Дружини правителів у разі потреби могли виконувати ритуали замість чоловіків в несприятливі дати. Жінки протикали свої язики, сподіваючись, що це забезпечує їжу богам, які потребують людської крові.

## Суспільна роль
У першу чергу жінка в суспільстві давніх мая — це дружина та мати. Дівчата вступали в шлюб у віці 12-14 років. У текстах присутні відповідні терміни спорідненості: y-al — «дитина матері» або ujuntahn — її турбота, термін, що також стосується дитини, і y-atan — «дружина».
Найважливіша роль жінки полягала у народжені дітей. Під час вагітності жінка ходила на прощу до храму богині Місяця. Тривалий час вона була доволі значною, особливо з часу піднесення землеробства. Душі жінок, які померли під час пологів, за віруваннями мая, вирушали прямо на небо, в рай бога сонця. Важливим суспільним обов'язком жінок було виховання дітей.
За однією з теорій зміна сонячної активності відбилася на гормональній активності жінок і на їхній фертильності, внаслідок чого чисельність населення мая стала різко скорочуватися, а дитяча смертність досягла небувалих розмірів за всю історію цивілізації. Все це призвело до занепаду класичних мая.
Розлучення могло відбутися шляхом анулювання шлюбу. Якщо жінка була безплідна або не готувала належним чином щоденну ванну чоловікові, з нею можна було розлучитися. Жінка-мая могла вжити подібні дії щодо чоловіка, хоча зробити це було не так просто. Коли подружня пара розлучалася, молодші діти залишалися з матір'ю.
Вдома жінка часто виконувала роль няні або годувальниці дитини в багатих родинах. Всюди лише жінки відповідали за приготування їжі.

## Господарська роль
Головна роль жінок була у виробництві текстилю. Відомі багаті традиції виробництва тканин високого рівня. За однією з гіпотез, у класичний період з'являється традиція жіночого ткацтва і вишивки по тканині, добре відомої серед мая в більш пізні періоди. Жінки також займалися обробкою шкір тварин.
Тканини зв'язували в паки і підносили разом з різними рідкісними матеріалами. Навіть жінки найвищого рангу не були виключені з процесу виробництва тканини, оскільки серед знахідок зустрічаються кістки для шиття (uputs’ baak), що належали царицям.
Деякі приміщення палацу відводилися під потреби текстильного виробництва, в якому брали участь у тому числі і представниці царської родини. Ранні іспанські колоніальні джерела містять відомості про «будинки, куди жінки вирушали, щоб ткати».
Також до їхньої компетенції належали гончарні промисли. Жінки відбирали відповідну глину, розм'якшували її водою, змішували з мушлями-«черепашками» або меленим кварцом і ліпили посудини. Втім, жінки виробляли здебільшого домашнє начиння, інше виконували професійні гончарі-чоловіки. Ця традиція зберігається у мая дотепер. Нині в Кампече або в горах Гватемали можна побачити жінок, що виготовляють прекрасну кераміку відповідно до тисячолітньої технології.
У царському палаці жінки виконували численні функції: надавали послуги цареві, його дружині. Так, були прибиральницями, помічницями, виночерпійками. Відповідали за вирощування домашніх голих собак. При цьому жінки не могли бути музиками, землеробками, рибалками та мисливицями.

## Зовнішній вигляд. Одяг
Відповідно до Дієго де Ланди, жінки Юкатана не застосовували багато косметики. У них був звичай підпилювати собі зуби за допомогою певних каменів і води. Існувала різниця між зростом жінок з різних племен мая. Втім про них відомо лише з післякласичних часів. Так, різниця в зрості між жінками-цоцилями та жінками-юкатеками становила 11 см. Сучасні дослідження довели, що жінки мексиканських мая мають найнижчі симптоми менопаузи.
Жіноче вбрання максимально приховувало тіло, крім голови, кистей і стоп. Жіночий одяг найчастіше багатошаровий, текстильний. Ніколи не використовувалися шкіри тварин. Жіноча стать стійко асоціюється з тканим одягом.
Уїпіль складався з одного шматка матерії, який обертався навколо тіла і зав'язувався спереду над грудьми, або один край матерії міг бути перекинутий через плече. Був звичайним повсякденним одягом. Жінки з царської родини одягали костюм, що шили зі щільної, багато декорованої тканини з вишитим орнаментом.
В іншому костюмі поєднуються спідниця і кечкемітль (невелике «пончо», яке закривало плечі і груди). Цей елемент костюма було запозичено мая з центральної Мексики.
Проколювали ніздрі через хрящ (щоб вставити в отвір камінь бурштин), вуха, щоб вставити сережки, татуювали собі тіло від пояса вгору, крім грудей через годування.

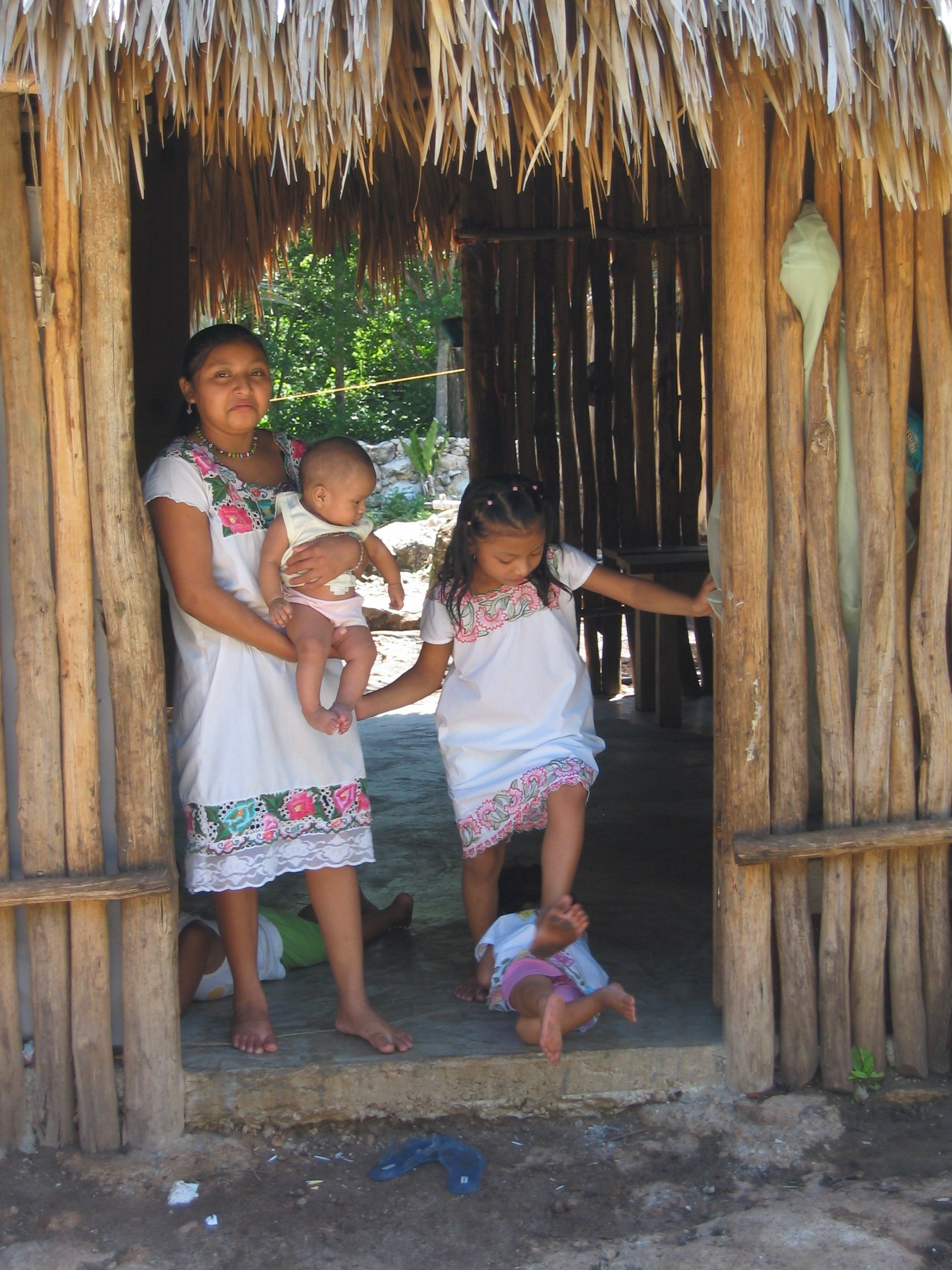
Юкатанки
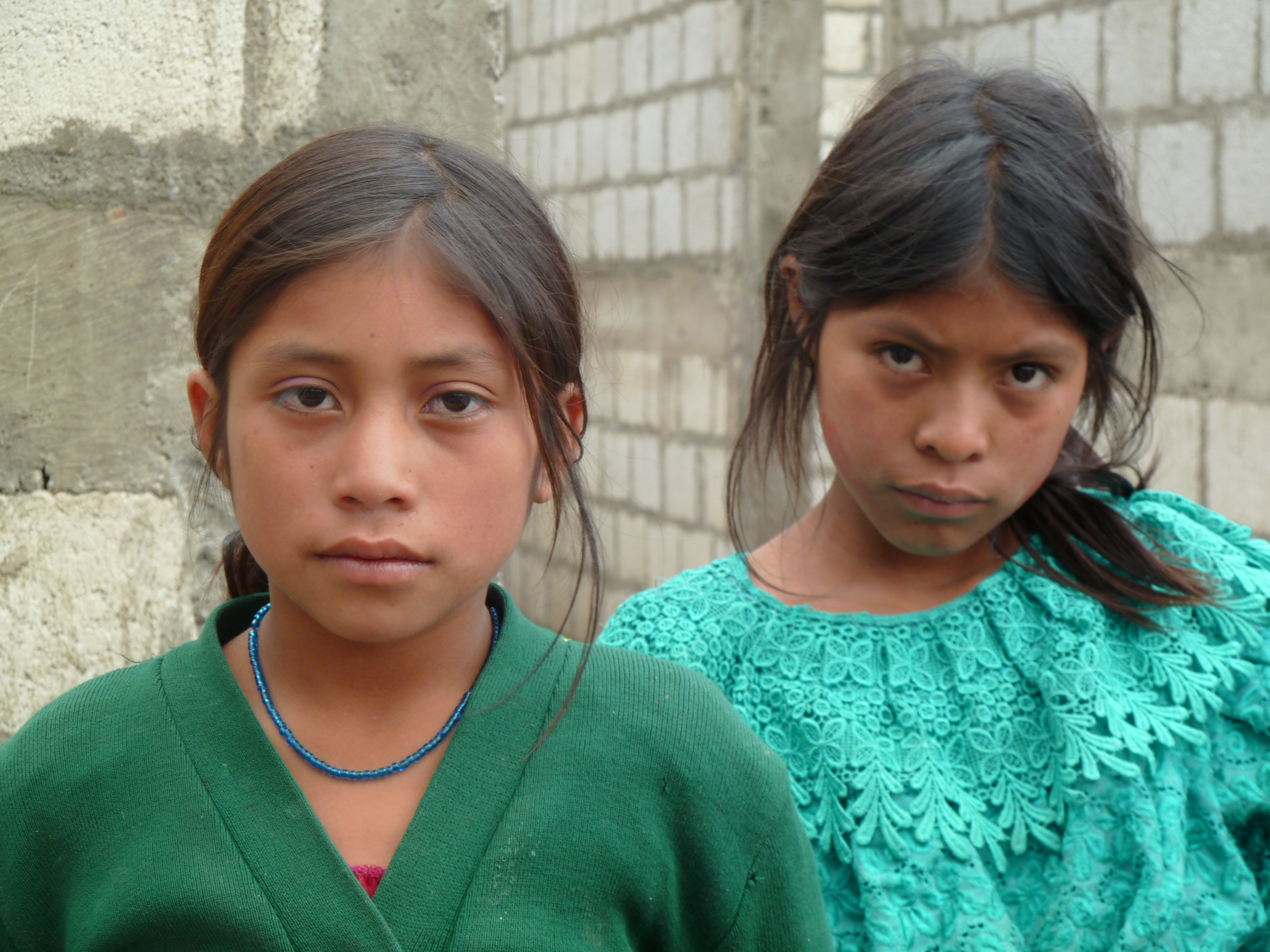
Маянки
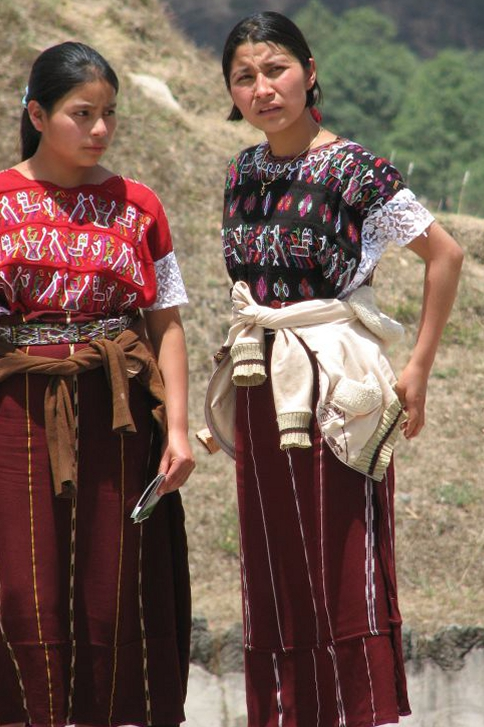
Гірські мая
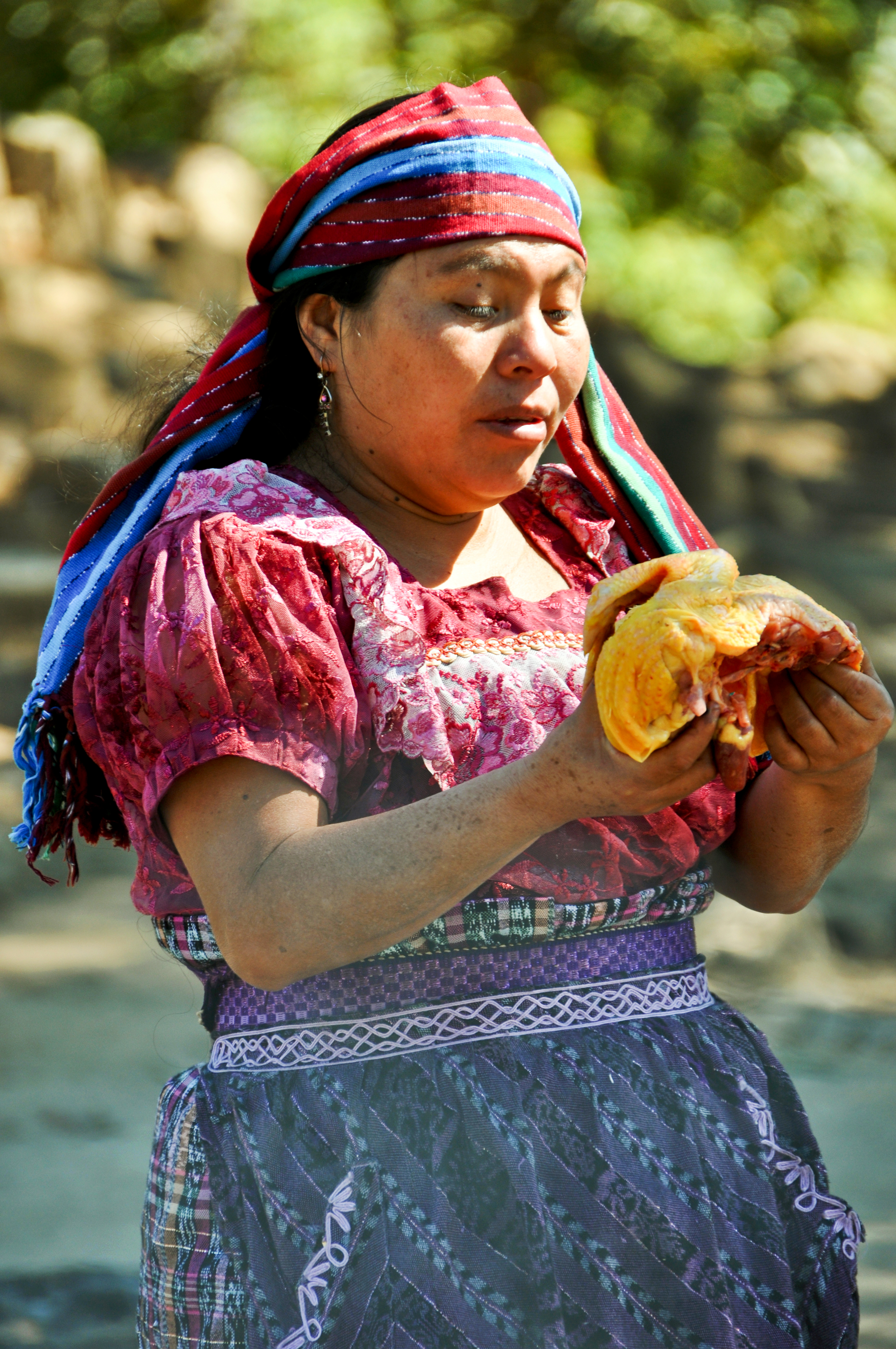
Мая-ішимче

## У мистецтві
Жіночі зображення присутні на всіх видах образотворчих джерел: на предметах дрібної пластики, кераміці та в монументальному мистецтві. Кожному з них притаманні свої особливості, продиктовані як специфікою матеріалу, так і наявними традиціями.
Найбільш точно жіночі образи відображені в керамічних статуетках, що набули поширення в класичний період. Глиняні фігурки виконувалися в різних стилях і формах, найчастіше у вигляді свистків і брязкалець, а також як частина поховального інвентарю. Найвищого розвитку техніка їх виготовлення досягла в регіоні річки Усумасінти й на узбережжі Мексиканської затоки в районі Кампече. Фігурки з Хонути, Табаско і о. Хайна (штат Кампече, Мексика) добре відомі високою натуралістичністю зображення, що відбиває багато аспектів повсякденного життя. Досить точна передача контурів тіла, одягу і зображення характерної діяльності не залишає питань щодо статі зображеної людини.
Жіночі зображення також зустрічаються на поліхромній кераміці. На багатьох зі збережених керамічних посудинах відображені палацові сцени, де серед присутніх часто зустрічаються жінки. Жіночі фігури на кераміці легко ідентифікуються, оскільки традиція зображення на посуді, так само як у випадку з керамічними статуетками, мала досить правдиву передачу контурів людського тіла.